# Evgenij Jakovlevič Vesnik
Evgenij Jakovlevič Vesnik (in russo Евгений Яковлевич Весник?; Pietrogrado, 15 gennaio 1923 – Mosca, 10 aprile 2009) è stato un attore russo, fino al 1991 sovietico.
Attore di cinema e teatro, è stato anche regista teatrale, sceneggiatore per la radio e la televisione e doppiatore in film d'animazione. Nel 1989 è stato nominato "Artista del Popolo dell'Unione Sovietica" (народный артист СССР ).
Ha debuttato nel 1955 in una versione cinematografica dell'Otello di William Shakespeare, nel ruolo di Roderigo.

## Filmografia parziale

### Cinema
- Otello il moro di Venezia (1955)
- Tema (1979)